# القصواء
القصواء هي ناقة رسول الإسلام مُحَمّد بن عبد الله المُفضّلة.

## التسمية
القصواء مأخوذة من قصا البعير والشاة قطع من طرف أذنه؛ أيضاً معنى كلمة قصواء في اللغة هي الناقة التي أقصاها صاحبها عن العمل والخدمة ولم يرسلها للمرعى وذلك لسمو مكانتها عنده ولكي تظل أمام عينيه لا تغيب عنها ليرعاها.

## الوصف
كانت القصواء ناقة الرسول المفضلة وذلك لقوتها وسرعتها وطبعها الأصيل، لهذا كانت مطية الرسول في صلح الحديبية، وعندما دخل مكة فاتحاً، وطاف عليها حول الكعبة معتمراً. والقصواء كانت راحلة رسول الله محمد في حجة الوداع، حيث دعا متكئاً عليها في عرفات، وامتطاها في مزدلفة عند المشعر الحرام وخطب عليها خطبته المهمة، التي بين فيها للناس أمور دينهم. ففي صحيح البخاري من حديث عائشة: أن النبي اشترى راحلة الهجرة من أبي بكر الصديق. وهما راحلتان اشتراهما أبو بكر، فجاء بإحداهما إلى رسول الله محمد  وقال له:
وهذه الناقة هي نفسها التي بركت في مربد الغلامين اليتيمين، والذي اتخذ فيما بعد مكاناً للمسجد النبوي. والمشهور عند الحفاظ والمؤرخين المسلمين أن اسم هذه الناقة (القصواء) اشتراها أبو بكر الصديق هي وأخرى من بني قشير بثمان مائة درهم، وباعها أي -القصواء- لرسول الإسلام، وماتت في خلافة أبي بكر. وكانت مرسلة ترعى بالبقيع.
وصفها سعيد بن المسيب بقوله: كانت ناقةُ رسولِ اللهِ صلى الله عليه وسلم القصواءَ لا تُدفَعُ في سباقٍ -بمعنى أنها كانت لا تسبقها ناقة أخرى. كان لونها أحمر بين البياض والسواد وأقرب إلى البياض ومكان ولادتها هو مضارب بني قشير بالجزيرة العربية.

## بعد وفاة الرسول
هذه كان للناقة لها حال عجيب مع رسول الله صلى الله عليه وسلم بعد وفاته، فلم تحتمل فراقه وحزنت حزناً شديداً ومن شدة بكائها وحزنها على الرسول فقدت بصرها، فقام الصحابة بربط عصابة سوداء على عيناها، ولم تأكل أو تشرب مدة شهر كامل حتى ماتت وعمرها 14 سنة.

## وصلات خارجية
- إسلام ويب: ناقة رسول الله صلى الله عليه القصواء لا تدفع في سباق
- وقفات على خطى العرب | القصواء